# Локонте, Микеланджело
Микела́нджело Локо́нте (итал. Michelangelo Loconte; род. 5 декабря 1973, Чериньола, Апулия) — итальянский певец, музыкант, композитор, актёр и художественный руководитель.
Наибольшую известность Микеланджело принесла роль Вольфганга Амадея Моцарта в рок-опере «Моцарт» (Mozart, l’Opéra rock).

## Биография
Микеланджело Локонте родился в городе Чериньола (Италия) 5 декабря 1973 года. Настоящее имя — Микеле Локонте. В школе его постоянно называли Микеланджело за увлечение живописью, скульптурой и поэзией. Это имя стало его псевдонимом.
Его родители — учителя — Джеремиа и Рипальта(Титти) Локонте. У Микеле есть младший брат Пьетро (род. 27 июля 1982 года) и старшая сестра Анжела (род. 4 апреля 1972), которые также являются артистами.
Микеле с детства участвует в телепередачах и играет на театральной сцене главные роли.
В родном городе получил степень бакалавра в области прикладного искусства с дополнительной специализацией дизайнера архитектуры и меблировки. Получил диплом магистра искусств. Окончил курс факультета «Наука связи» в Перудже по специальности «наука и техника рекламы».
В 21 год судьба сводит его с Ритой Павоне. Благодаря их совместной деятельности Микеланджело Локонте выигрывает первый национальный приз Праздника неизвестных (аналог конкурса молодых талантов), транслируемого RAI2, за исполнение «Aria». Привязанный к своей родной стране и любимой публике, Микеле часто появляется на телеэкранах итальянцев и участвует в фестивале Кастрокаро, ежегодно проводимом в коммуне Кастрокаро-Терме-е-Терра-дель-Соле.
В течение 10 лет он работает с рок-группой «Art Decade» (1988—1999) и три года с группой «Tasti Neri», а затем с немецкой группой «Unix».
Новый этап его творчества открывают несколько проектов, в числе которых тесное сотрудничество в качестве композитора со знаменитым певцом и автором песен Маурицио Пикколи (итал. Maurizio Piccoli), «Luna» (итал. Loredana Berté), «Come si cambia» (итал. Fiorella Mannoia).
В конце 1999 года переехал в Льеж.
Первые шаги во Франции он делает в качестве актёра и исполнителя в мюзикле «Новые кочевники» (Les nouveaux Nomades) Клода Барцотти (фр. Claude Barzotti) и Анн-Мари Гаспар (Anne Marie Gaspard). Не зная ни слова по-французски, Микеле записывает в студии все песни с помощью фонетического письма. Позже проект был закрыт.
В Бельгии продюсер Алек Мансион (Alec Mansion) предлагает Микеле работу креативным директором в студии «La Chapelle» в Вэмсе (Waimes).
Микеле, владеет искусством игры на нескольких музыкальных инструментах (пианино, клавишные, гитара, ударные), благодаря этому он стал аранжировщиком нескольких синглов, выпущенных в Бельгии.
Вместе с прославленными музыкантами Микеле выступил в нескольких странах Европы, затем в Бразилии.
В 2006 году он выступает на сцене в Клермоне, но не с группой, а тайно. В 2007 году выступает на фестивале в Монтрё.
Микеланджело Локонте блестяще исполнил роль Моцарта во французском мюзикле «Mozart l’Opéra Rock», который создали Дов Аттья (Dove Attia) и Альбер Коэн (Albert Cohen). За роль Моцарта Микеле получил 2 награды NRJ Music в 2010 году.
В октябре 2009 года специальная награда «Prix Pouilles 2009», была присуждена ему как представителю народа в художественной сфере.
В мае 2011 года в первый раз выступает на «Restos Du Coeur Belges».
Последнее его выступление в «Моцарте» состоялось в парижском округе Берси 10 июля 2011 года. После этого концерн Warner Music выпустил диск, ставший бриллиантовым (более 750 000 проданных копий).
25 мая 2012 года — первый дуэт с Жераром Ленорманом с песней «Soldats, ne tirez pas».
В настоящее время записывает сольный альбом. Официально числится за компанией Warner Music Group, однако по неофициальной информации альбом выпустит компания Universal Music Group.
В начале 2016 года Микеланджело пригласили в Корею принять участие в мюзикле «Amadeus» вместе с Solal, Maeva Méline и Мерваном Римом.

### Благотворительная деятельность
Микеланджело участвует в благотворительных акциях таких как «Футконцерт», «Все поют против рака», «Дом родителей».

## Евровидение-2013
Микеланджело Локонте был выбран в качестве одного из пяти судей в жюри от Франции на конкурс песни Евровидение 2013.

## Дискография

### Сольные песни
2009 год
- Anima, nuvola
- Venere
- Feuille d’Afrique
- Ad ogni modo
- Aria

#### Синглы
- 2011 — Single «Des Ricochets» совместно с Alizée, Alpha Blondy, Amaury Vassili, Amel Bent, Anggun, Arielle Dombasle, Benabar, Bob Sinclar, Chico & Les Gypsies, Chimène Badi, Christophe Willem, Claudia Tagbo, Colonel Reyel, Dave, David Hallyday, Didier Wampas, Elisa Tovati, Fatals Picards, Faudel, Florent Mothe, Gary Filo, Gérard Lenorman, Hélène Ségara, Inna Modja, Jane Birkin, Дженифер, BB Brunes, Jérome Van Den Hole, John Mamann, Джойс Джонатан, Judith, Julie Zennati, Kenza Farah, Лаам, Liane Foly, M Pokora, Magic System, Manu Katché,Maurane, Melissa N’konda, Merwan Rim, Mickael Miro, Mimie Mathy, Moïse N’Tumba, Mokobe, Natasha St Pier, Nicolas Peyrac, Niko Liliu, Nolwenn Leroy, Olivier De Benoist, Ophélie Winter, Patrick Fiori, Peps, Philippe Lavil, Quentin Mosimann, Salvatore Adamo, Shy’m, Sofia Essaïdi, Soprano, Taal, Tiken Jah Fakoly, Tina Arena, VV Brown, Ycare

#### Альбом
- 2012 — альбом дуэтов с Жераром Ленорманом «duo de mes chansons» — «Soldats, ne tirez pas!»

#### Неизданное
- Sono io che penso
- Goodbye Paris
- Parler d’amour
- L’animal

### Mozart, l’opéra rock
- Le Trublion — Бунтовщик
- Tatoue-moi — Запечатли меня
- Je dors sur les roses — Я сплю на розах
- Place je passe — Дайте мне дорогу!
- Vivre à en Crever — Жить, перед смертью (с Флораном Мотом)
- Debout les fous — Встаньте, безумцы (с труппой Моцарт. Рок-опера)
- C’est bientôt la Fin — Скоро финал (с труппой Моцарт. Рок-опера)
- L’Operap — Оперэп (с труппой Моцарт. Рок-опера)
- Je danse avec les dieux — Я танцую с богами
- Le Carnivore — Хищник